# Route départementale 429 (Haut-Rhin)
Pour les articles homonymes, voir Route départementale 429.
La route départementale 429, RD429 ou D429, également appelée Route de Soultz à Mulhouse et Wittenheim, est une route départementale française reliant le Lautenbach à Mulhouse. Elle la particularité d'accueillir la plus vaste zone commerciale du Haut-Rhin le long de la partie qui traverse les communes de Wittenheim et de Kingersheim.
Elle est strictement urbaine à partir de son entrée dans Pulversheim, jusqu'à son extrémité sud à Mulhouse. 